# La strada del silenzio
La strada del silenzio (in greco Σιωπηλός δρόμος?, Siōpīlos dromos) è una serie televisiva drammatica greca trasmessa su Mega Channel dal 4 aprile al 4 luglio 2021. È diretta da Vardis Marinakis, prodotta da Filmiki Productions ed ha come protagonisti Penelope Tsilika e Dimitris Lalos.
In Italia la serie è andata in onda ogni mercoledì in prima serata su Canale 5 dal 13 luglio al 3 agosto 2022.

## Trama
Un evento inaspettato arriva a turbare la vita apparentemente tranquilla di un sobborgo di Atene: una mattina, le tracce di uno scuolabus si perdono improvvisamente. All'interno dell'autobus ci sono nove studenti delle scuole elementari, figli di famiglie benestanti, insieme all'autista e a un'assistente. La polizia inizialmente brancola nel buio ma la richiesta di un riscatto altissimo rivela ben presto che si tratta di un rapimento. Una giovane giornalista, zia di una delle bambine, è inaspettatamente al centro degli eventi e riceve le telefonate dei rapitori.
Tutto ruota intorno ad una delle famiglie più in vista, quella dei Karouzou, sembra infatti che dietro al rapimento si celino motivazioni personali di uno dei rapitori e non si tratti solo di una questione di soldi. L'intera famiglia è scossa, si svelano passioni e intrighi segreti, cadono le maschere e vengono alla luce le vite nascoste dei protagonisti, i quali sono costretti ad affrontare i propri segreti dal passato.

## Episodi
| Stagione       | Episodi | Prima TV Grecia | Prima TV Italia |
| -------------- | ------- | --------------- | --------------- |
| Prima stagione | 13      | 2021            | 2022            |

## Personaggi e interpreti

### Personaggi principali
- Thalia Karouzou, interpretata da Penelope Tsilika, la giovane giornalista, figlia minore di Spyros doppiata da Ughetta d'Onorascenzo.
- Nasos Economidis, poliziotto che guida le indagini interpretato da Dimitris Lalos, doppiato da Giuseppe Ippoliti.
- Spyros Karouzos, interpretato da Antōnīs Kafetzopoulos, ricco indistriale doppiato da Dario Oppido.
- Vassilis / Iasonas Totsis, marito di Athena interpretato da Christos Loulis, doppiato da Marco Benvenuto.
- Manto Karouzou, nipote di Spyros interpretata da Vicky Papadopoulou, doppiata da Anna Cugini.
- Ioulia Xenou, seconda moglie di Spyros interpretata da Marissa Triantaphyllidou, doppiata da Alessandra Cerruti.
- Nikitas Gekas, sindaco, marito di Manto interpretato da Giannos Perlegkas, doppiato da Emiliano Reggente.
- Athena Karouzou, figlia maggiore di Spyros interpretata da Anthi Efstratiadou, doppiata da Benedetta Degli Innocenti.
- Violeta Fotopoulou, direttrice della scuola interpretata da Myrto Alikaki, doppiata da Roberta Greganti.
- Elpida Giannari, accompagnatrice rapita assieme ai bambini interpretata da Christina Cheila - Fameli, doppiata da Sara Imbriani.
- Michalis Topalis, interpretato da Nikolas Papagiannis, doppiato da Fabrizio De Flaviis.

### Personaggi secondari
- Maya Stavrou, interpretata da Smaragda Adamopoulou, doppiata da Luisa D'Aprile.
- Manolis Terzakis, interpretato da Stelios Xanthoudakis.
- Violeta Fotopoulou, interpretata da Mirto Alikaki, doppiata da Roberta Greganti.
- Savas, doppiato da Pierluigi Astore.
- Aristea, doppiata da Giulietta Rebeggiani.
- Alkis, doppiato da Alberto Pilara.
- Orpheus, doppiato da Federico Boccanera.
- Fani, doppiata da Fabiana Bruno.
- Sakis, doppiato da Massimo Triggiani.
- Ministro, doppiato da Stefano Oppedisano.
- Ispettore Capo, doppiato da Oliviero Dinelli.
- Petros, doppiato da Stefano Alessandroni.
- Apostolos, doppiato da Francesco Fabbri.
- Ilias, doppiato da Massimo Aresu.
- Hercules, doppiato da Antonio Palumbo.
- Filippov, doppiato da Sergio Lucchetti.
- Dimosthenis, doppiato da Andrea Pirolli.
- Andreadis, doppiato da Fabrizio Russotto.
- Ionas, doppiato da Federico Coccia.
- Georgiu, doppiato da Jacopo Conte.
- Tzimakis, doppiata da Federica Bomba.
- Youla, doppiata da Alessandra Grado.
- Assistente di Spyros, doppiato da Raffaele Palmieri.
- Signora Fontini, doppiata da Laura Mercatali.
- Petrides, doppiato da Luca Graziani.

## Distribuzione

### Grecia
In Grecia la miniserie composta da 13 episodi la cui durata varia dai 48 ai 56 minuti ciascuna, è andata in onda su Mega Channel dal 4 aprile al 4 luglio 2021.

### Cipro
Nel settembre 2021 la serie è stata trasmessa anche a Cipro sulla rete televisiva Alpha Cyprus.

### Italia
In Italia la serie anch'essa composta da 13 episodi la cui durata varia dai 48 ai 56 minuti ciascuna, è andata in onda ogni mercoledì in prima serata su Canale 5 dal 13 luglio al 3 agosto 2022.

## Produzione
La serie è prodotta da Nikolas Alavanos, Pathi Katsoufi, insieme alla casa di produzione Filmiki Productions.

### Origine
(Dalla recensione di Annie Javela)
Beta Film ha acquisito i diritti di distribuzione mondiale della serie e, all'inizio del mese di aprile 2022, si è presentata agli acquirenti stranieri al mercato MIPTV di Cannes con il titolo inglese Silent Road, attirando l'interesse delle reti televisive straniere.

### Presentazione
La serie è stata presentata in anteprima il 4 aprile 2021 e si è conclusa il 4 luglio dello stesso anno dopo un ciclo di 13 episodi.

### Riprese
La serie è stata girata in Grecia, in particolare ad Atene e ad Eleusi.

## Accoglienza

### Critica
La serie ha ottenuto un punteggio del 75% su YouRate, sulla base di 13 recensioni.
Dimitris Papadopoulos di Athens Voice ha descritto la serie come una delle migliori nella storia della televisione greca e afferma: la loro sequenza è corretta, il loro tempo è preciso. Chiude la sua critica congratulandosi con i creatori, Melina Tsampani e Petros Kalkovalis, e scrivendo: Era un capolavoro che non assomiglia a nessun altro. Con moderazione ed equilibrio, con precisione, rispetto allo spettatore, senza eccessive tensioni per stupire. Con una fine giusta, come dovrebbe essere.
Nikos Drivas di Cineramen ha valutato la serie 4/5, rilevando che la sua produzione non ha nulla da invidiare alle controparti estere e afferma: I 13 episodi sono perfetti, con inizio, metà e fine, mentre i personaggi aumentano, senza però essere lasciato inutilizzato, tranne forse nei pochi casi in cui vorremmo che avessero qualcosa in più.
Annie Tzavela ha anche scritto commenti positivi sulla serie, dicendo che ha le specifiche Netflix e che ha bloccato lo spettatore sin dal primo episodio, definendolo un nuovo diamante della televisione greca. Nella sua recensione, fa riferimento al forte duo di sceneggiatori Tsambani-Kalkovali, nella regia e nella direzione della fotografia, che in combinazione con un notevole cast di attori greci, portano a un risultato finale eccezionale. 
Angelos Polydoros di My Film ha valutato la serie 4/5, dicendo che è chiaramente influenzata dal nuovo noir scandinavo e paragonabile solo all'Altro Ego di Sotiris Tsafoulias. Nella sua recensione, annota: Il ritmo registico è lento, nel contesto del noir scandinavo che imita. La foto di Ramon Malapetsa è molto bella. Offre un'estetica intensamente malinconica, che non si addice al paesaggio attico, ma il noir è quello e ha la sua ricetta. Molto buona anche la musica originale della serie, firmata dal compositore Thodoris Reglis.
Andromachi Sdoukou di Move It ha valutato la serie 3/5, dicendo che la narrativa segue i termini presenti e che l'evoluzione, sebbene piena di possibilità, spesso soccombe a una monotonia e una ripetizione che non aiutano, mentre la sua fine sembra piuttosto veloce e frettolosa. Tuttavia, il peso che è stato dato ai personaggi, per quanto cliché comportino, compensa in un certo senso le debolezze.